# St. Germain
St. Germain – miasto w Stanach Zjednoczonych, w stanie Wisconsin, w hrabstwie Vilas.